# Photisarath
Photisarath, Phothisarath, Phothisarat ou Potisarat (1501-1547) est un roi du Lan Xang, dans l'actuel Laos. 

## Règne
Photisarath est le fils du roi Visunarat. Monté sur le trône en 1520, il bannit l'animisme et imposa le bouddhisme dans le royaume, faisant construire des temples bouddhistes à l'emplacement des sanctuaires des esprits, notamment à Vientiane, dont il est le véritable fondateur en 1540. Il mourut écrasé par son éléphant en 1547. Son fils Setthathirath revint de Chiang Mai pour lui succéder.
Plutôt que dans sa capitale Luang Prabang, Photisarath résida le plus souvent à Vientiane, située plus au sud et permettant de meilleures communications avec le reste du royaume. Il épousa une princesse de Chiang Mai (actuelle Thaïlande), et lorsque son beau-père mourut sans successeur mâle en 1546, Photisarath y plaça son fils Setthathirat sur le trône. À sa mort l'année suivante, Setthathirat lui succéda et réunit les deux royaumes, pour une courte période.

## Unions et postérité
Le roi épouse cinq femmes qui lui donnent quatre fils et quatre filles dont:
- roi Setthathirath
- roi Mahaupahat ou Vorouvongsa Ier
- princesse Dharmagayi épouse le régent Bhrat Vorapita (1596-1603) parents du roi roi  Thammikarath